# فيكتور أولمان
فيكتور أولمان (بالألمانية: Viktor Ullmann)‏ (و. 1898 – 1944 م) هو ملحن، وموزع (موسيقى)، وعازف بيانو من النمسا . ولد في تشيسكي تشين .
وهو عضو في second Viennese School .
توفي في معسكر أوشفيتز بيركينو .بسبب غرف الغاز .

## أعمال بارزة
من أهم أعماله:
- Der Kaiser von Atlantis.

## روابط خارجية
- فيكتور أولمان على موقع IMDb (الإنجليزية)
- فيكتور أولمان على موقع ميوزك برينز (الإنجليزية)
- فيكتور أولمان على موقع أول ميوزيك (الإنجليزية)
- فيكتور أولمان على موقع ديسكوغز (الإنجليزية)
- فيكتور أولمان على موقع قاعدة بيانات الفيلم (الإنجليزية)